# Leopold Andrian
Leopold Andrian, barone di Andrian da Werburg (Berlino, 9 maggio 1875 – Friburgo, 19 novembre 1951), è stato uno scrittore e diplomatico austriaco.

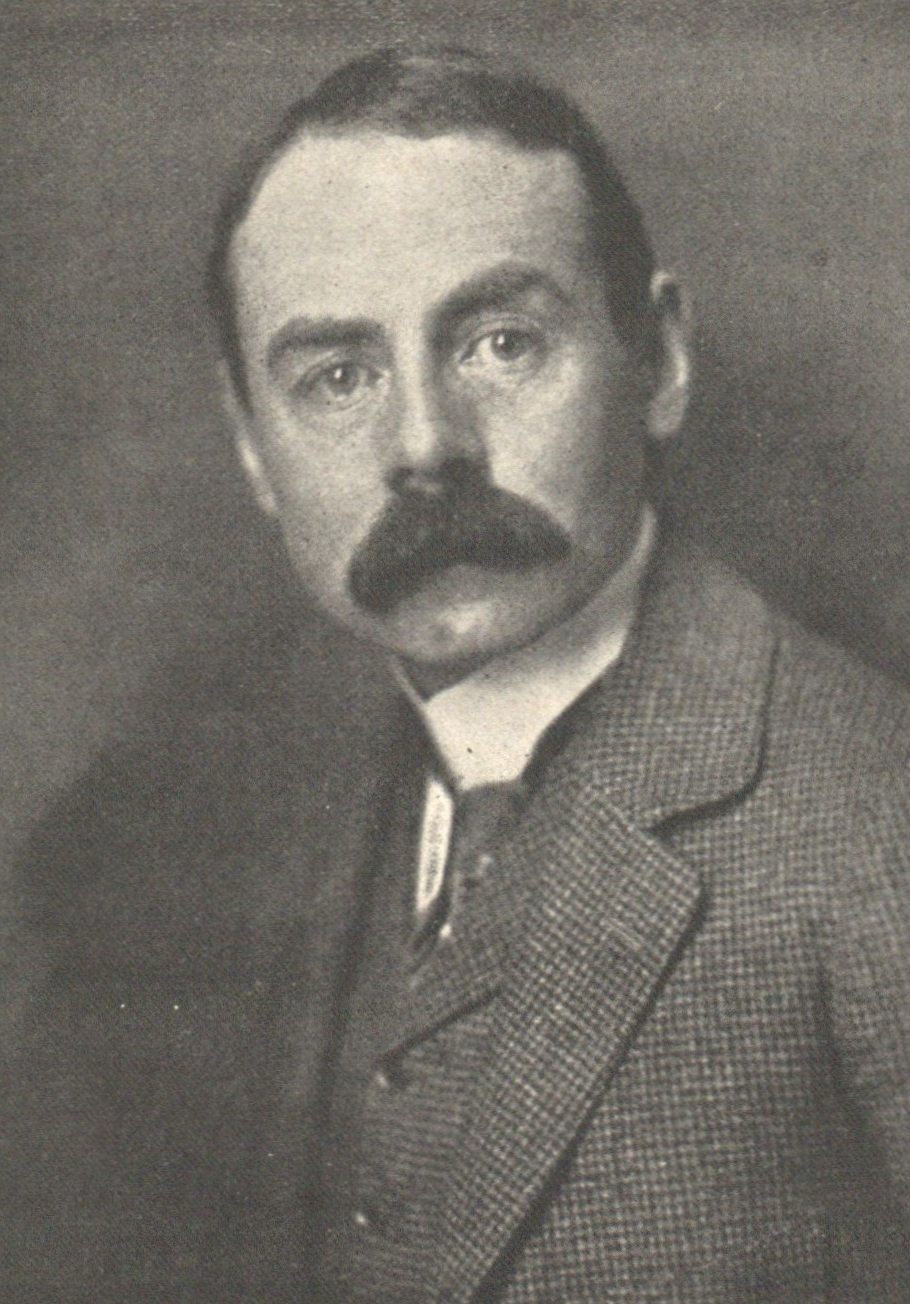
Leopold Andrian in un dipinto dell'artista Hermann Clemens Kosel (1918)

La sua opera più conosciuta è Il giardino della conoscenza (Der Garten der Erkenntnis) pubblicato nel 1895, quando l'autore aveva 20 anni. Coltivò una lunga amicizia con il drammaturgo austriaco Hugo von Hofmannsthal.

## Vita

### Gioventù e studi
Leopold Andrian nacque a Berlino da genitori di una nobile famiglia, ma di fatto trascorse a Vienna gli anni decisivi dell'infanzia e della prima giovinezza e si considerò sempre austriaco e viennese. Suo padre era l'antropologo e geologo Ferdinand Leopold von Andrian-Werburg, e sua madre la figlia del famoso compositore Giacomo Meyerbeer. Conobbe fin da bambino l'amore per la musica e per la letteratura. Dal 1885 al 1887 frequentò il liceo gesuita di Kalksburg, l'istituto alla periferia di Vienna in cui venivano formati i figli della nobiltà austriaca. In questa scuola, in un regime di estrema severità, Leopold fu educato alla fedeltà all'Impero e alla Chiesa Cattolica. Dopo tre anni di soggiorno a Kalksburg, lasciò l'istituto per ragioni di salute. Dal 1888 al 1890 studiò a casa e fu istruito dal suo maestro Oskar Walzel, un germanista e critico letterario del tempo; poi si iscrisse al liceo di Merano ed infine studiò diritto, filosofia, germanistica e storia all'Università di Vienna laureandosi nel 1898.
Grazie alla frequentazione dei circoli letterari che si riunivano intorno al Café Griensteidl, Andrian stabilì un'amicizia intima e duratura con Hugo von Hofmannstahl, con il quale condivise gli ideali patriottici. Fu membro del gruppo di scrittori austriaci "Giovane Vienna" (Jung-Wien), formatosi nell'ultimo decennio del secolo XIX, portavoce del modernismo letterario.
Tra il 1893 e il 1894 Leopold Andrian compose la maggior parte delle sue poesie, pubblicate nella rivista letteraria "Blätter für die Kunst" fondata nel 1892 da Stefan George.
Dopo aver scritto il racconto che gli darà la fama, Il giardino della conoscenza (1895), in preda a gravi crisi nervose e creative, lascerà la poesia dedicandosi prevalentemente alla scrittura di saggi di carattere politico, sostenendo quegli ideali conservatori, sotto il profilo religioso, sociale e politico, che lo includeranno nella schiera dei principali teorici della restaurazione vissuti durante la prima Repubblica austriaca.

### Diplomatico nella prima guerra mondiale
Dopo aver terminato i suoi studi universitari, Andrian scelse di seguire la carriera diplomatica al servizio della monarchia asburgica. Nel 1900, superato l'esame di diplomatico, viene assegnato all'Ambasciata austriaca di Atene. Sarà questo il primo passo di una rapida carriera: nel 1902 viene trasferito come ambasciatore a Rio de Janeiro, poi a Buenos Aires ed infine a San Pietroburgo. Nel 1911 Andrian è nominato ambasciatore del Consolato generale a Varsavia.

### Obiettivi di guerra
Nel 1914, allo scoppio della Prima Guerra Mondiale, scrive il memoriale Übersicht der für den Friedensschluss in Erwägung zu ziehenden Lösungsmodalitäten der gegenwärtigen Krise nel quale, esprimendo le sue opinioni sulla guerra, sostiene che la vittoria sarebbe stata solo parziale, e avrebbe comportato la cessione delle aree di confine serbe all'Austria e delle aree macedoni alla Bulgaria.
Dall'agosto del 1915 fino agli inizi dell'anno 1917 Andrian è ancora ambasciatore della monarchia a Varsavia, ora governata dai tedeschi. In questa funzione, nell'ottobre 1915 si lamenta con Vienna, perché Kurt Riezler, il confidente del cancelliere tedesco a Varsavia, sosteneva una vivace propaganda per l'annessione della Polonia alla Germania. A questa sua segnalazione seguirà un reclamo ufficiale della monarchia a Berlino.
Nel 1917 viene nominato a Vienna responsabile degli affari polacchi e un anno dopo partecipa alla pace di Brest-Litovsk.

### Ritiro dalla carriera diplomatica
Dal 18 luglio del 1918, su interessamento di Hugo von Hofmannsthal,  Leopold è Intendente Generale del "Teatro di Corte" e del "Burgtheater" di Vienna. Con Hugo von Hofmannsthal, Richard Strauss, Franz Schalk contribuisce alla realizzazione del Festival di Salisburgo. Nel 1919, con la fine dell'Impero, abbandona ogni carica pubblica per ritirarsi a vita privata, ma continua a pubblicare articoli in giornali e riviste di ambito politico e diplomatico.
Nel 1920 si sposa con Andrée Wimpffen e assume la cittadinanza del Liechtenstein. Nel 1930 dà alle stampe un'opera di carattere filosofico-teologico, Die Ständeordnung des Alls (L'ordine gerarchico dell'universo), in cui difende la monarchia come la forma di governo voluta dalla provvidenza.

### Emigrazione e successivo ritorno in Europa
Nel suo scritto pubblicato nel 1937 Österreich im Prisma der Idee. Katechismus der Führenden (Austria nel prisma delle idee), dedicato a Hugo von Hofmannstahl, Andrian adotta il modello del dialogo platonico dando la parola a quattro esponenti della società austriaca tradizionale (un nobile, un padre gesuita, uno scrittore, un ufficiale della Heimwehr). Attraverso le loro conversazioni, affronta il tema dell'identità culturale austriaca, dal punto di vista linguistico, storico, politico, filosofico, e afferma la necessità di ripristino dell'ordinamento monarchico e del ruolo della nobiltà, manifestando la sua contrarietà alle pretese di annessione del paese da parte del regime nazional-socialista tedesco; nel 1938 la Gestapo distruggerà la nuova edizione del libro.
In questo stesso anno, a seguito dell'annessione dell'Austria alla Germania nazista, lo scrittore si trasferisce a Nizza e poi, nel 1940, in Brasile, dove riceve un'accoglienza solenne presso l'Accademia brasiliana degli scrittori.
A Rio de Janeiro, tra il 1940 e il 1941 pubblica alcuni estratti delle sue memorie politiche e letterarie nel giornale Correio da Manhã, e stringe un legame di amicizia con Georges Bernanos e il politico tedesco Görgen Mathias Hermann, entrambi esiliati in Brasile.
Nel dicembre del 1945 fa ritorno a Nizza. Dopo la morte della moglie nel 1946, si risposa nel 1949 per la seconda volta. Dal 1950 al 1951 intraprende un viaggio in Sud Africa e in Rhodesia.
Muore poco dopo il ritorno dal suo viaggio, il 19 novembre 1951 a Friburgo, all'età di 76 anni. Le sue reliquie si trovano oggi nella tomba di famiglia ad Altaussee.

## Der Garten der Erkenntnis
Der Garten der Erkenntnis (1895) è l'opera cardine di Leopold Andrian, composta all'età di 19 anni. Racconto fortemente autobiografico, è definito da Hoffmanstahl "il libro tedesco del Narciso".
Il tema del mito è ricostruito in una dimensione fiabesca calata all'interno della realtà viennese di fine secolo. Il protagonista, il Principe Erwin, una sorta di dandy impegnato in una inquieta e inappagata ricerca di se stesso, si fa testimone angosciato dei mutamenti sociali, generazionali, politici della società del tempo. La sua disillusione sulla possibilità di pervenire alla conoscenza, troverà appagamento, in punto di morte, nella dimensione del sogno.

## Opere

### Libri e collezioni
- 1895. Der Garten der Erkenntnis. Erzählung. Schmidt-Dengler, Graz. - Traduz. it.: Il giardino della conoscenza, introduzione e traduzione a cura di Maria Teresa Dal Monte, Bologna, Cappelli, 1978.
- 1913. Gedichte. De Zilverdistel, Haarlem.
- 1919. Das Fest der Jugend. Des Gartens der Erkenntnis erster Teil und die Jugendgedichte. Berlino, Fischer
- 1930. Die Ständeordnung des Alls. Rationales Weltbild eines katholischen Dichters. München, Kösel & Pustet.
- 1937. Österreich im Prisma der Idee. Katechismus der Führenden 8 (Austria nel prisma dell'idea. Catechismo dei governatori ). Graz, Schmidt-Dengler.
- 1948. Das Fest der Jugend. Die Jugendgedichte und ein Sonett. Graz, Schmidt-Dengler.
- 1960. Leopold Andrian und die Blätter für die Kunst. Gedichte, Briefwechsel mit Stefan George und anderes. Hrsg. & Einleitung Walter H. Perl. Hamburg, Hauswedell.
- 1972. Frühe Gedichte. Hrsg. Walter H. Perl. Hamburg, Hauswedell.
- 1993. Fragmente aus "Erwin und Elmire". Hrsg., Einleitung & Kommentar Joëlle Stoupy. Amsterdam, Castrum-Peregrini.